# عثمان حسن
عثمان حسن (ولد في 27 يناير 1952) هو لاعب كرة سلة مصري. تنافس في بطولة الرجال في دورة الألعاب الأولمبية الصيفية عام 1976.

## روابط خارجية
- عثمان حسن على موقع الاتحاد الدولي لكرة السلة (الإنجليزية)
- عثمان حسن على موقع سبورتس رفرنس (الإنجليزية)
- عثمان حسن على موقع أوليمبيديا (الإنجليزية)